# Stadtkirche St. Martin (Olten)

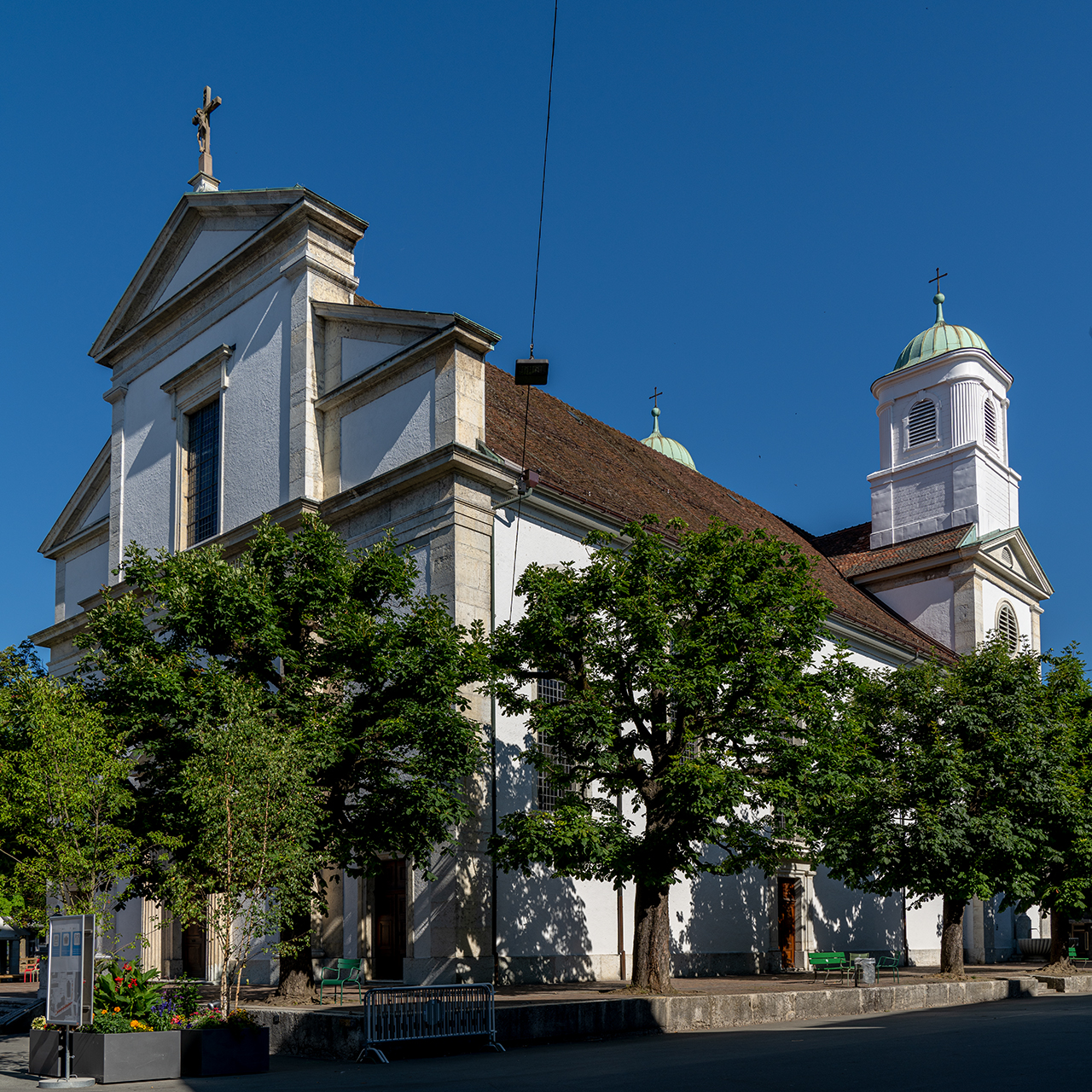
Stadtkirche St. Martin Olten

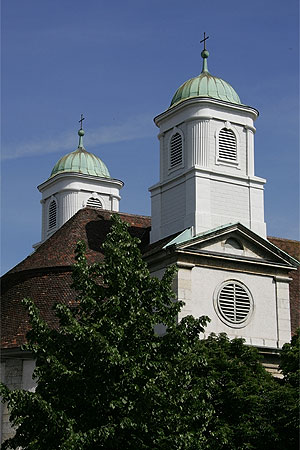
Kirchtürme der Stadtkirche St. Martin Olten

Die Stadtkirche St. Martin ist die Kirche der christkatholischen Kirchgemeinde in Olten in der Schweiz.  

## Geschichte
Die St.-Martins-Kirche war bis zum Ersten Vatikanischen Konzil 1870 und dem darauf folgenden Schweizer Kulturkampf die römisch-katholische Stadtkirche von Olten. Das klassizistische Baudenkmal in der Stadtmitte wurde in den Jahren 1806 bis 1813 nach Plänen des Architekten Blasius Balteschwiler erbaut. Es ersetzte die alte St.-Martins-Kirche, von der nur der heutige Stadtturm erhalten blieb. Als Bauplatz wurde das Grundstück der Heilig-Kreuz-Kapelle von 1603 gewählt, die aus Platzmangel weichen musste.
Am 14. Juni 1875 wurde hier die konstituierende Nationalsynode der Christkatholischen Kirche der Schweiz abgehalten. Die verbliebene römisch-katholische Gemeinde baute sich 1876 eine Notkirche und 1908 bis 1910 die neuromanische Pfarrkirche St. Martin. 
Nach der Fusion der christkatholischen Kirchgemeinden Olten-Starrkirch, Trimbach und Hägendorf-Thal-Gäu zur Kirchgemeinde Region Olten (2008/09) fanden die Gottesdienste der einige Jahre lang im Wechsel mit der Christuskirche Hägendorf, der Dorfkirche St. Peter und Paul Starrkirch und der Kreuzkirche Trimbach statt. Im Juni 2013 beschloss die Kirchgemeinde im Grundsatz beschlossen, die Stadtkirche in den Jahren 2016 bis 2018 innen und aussen zu renovieren. Bis im Sommer 2018 wurden rund sechs Millionen Franken in die Renovation investiert. Der Wiedereinzug in die renovierte Kirche und die Altarweihe durch Bischof Harald Rein erfolgte am 8. September 2018. Seit 2019 konzentriert sich das gottesdienstliche Leben der Kirchgemeinde auf die Stadtkirche Olten.

## Türme
Die beiden Türme, welche einst von Blasius Baltenschwiler geplant worden waren (er verstarb während des Baues der Kirche), sehen schlanker aus als die von Niklaus Purtschert 1809 entworfenen Türme, welche nur als Holzkonstruktion mit einer Verblechung erstellt und durch die Materialbearbeitung und dem Anstrich einem Mauerwerk nachempfunden wurden. Sie täuschen, wie der ehemalige Stadtarchivar Martin Eduard Fischer anmerkt, über die tatsächliche Bauweise hinweg.
Das Oltner Tagblatt berichtete am 9. September 1899, es sei «im Schosse der Behörden» die Anregung gemacht worden, nach der Klärung der Eigentumsfrage an der Kirche die beiden Türme, die seinerzeit nur provisorisch erstellt worden seien, auszubauen, wodurch mit der Kirche auch das ganze Bild der Stadt eine wertvolle Verschönerung erfahren würde.

## Orgel
Im Inneren steht eine Orgel aus dem Jahr 1879 der Fa. Kuhn in Männedorf, welche später 1929 auch die grosse Orgel der Friedenskirche lieferte. Das Instrument wurde 1983 und 2019 renoviert und befindet sich nahezu im Originalzustand und verfügt über 39 Register.
Von Anfang an bis zur letzten Kirchensanierung stand im oberen Teil der Stadtkirchen-Orgel in goldenen Grossbuchstaben der Spruch: GLORIA IN EXCELSIS DFO geschrieben. Der Schreibfehler, DFO statt DEO wurde bei der letzten Orgelrestauration korrigiert.
Im Chorraum befindet sich seit 2021 eine italienische Chororgel, ein Nachbau einer Orgel aus dem 18. Jahrhundert.

## Glocken
Beim Abbruch der damals zu kleinen baufälligen alten Stadtkirche im Herzen der Altstadt wurde der Turm 1844 als Zeit- und Glockenturm aus Kostengründen stehen gelassen. Auch wegen der noch funktionierenden Uhr und des bestehenden Geläuts aus fünf Glocken. Man überlegte sich, man könne gut auch vom alten Turm aus zum Gottesdienst in der neuen Kirche läuten. Die beiden Glocken der ehemaligen Hl. Kreuzkapelle wurden aber in der neuen Stadtkirche in einen der beiden Türme wieder aufgezogen. Heute besitzt die Kirche im linken Turm ein Geläut mit einer alten und drei neuen Glocken. Die Kirche besitzt für ihre Grösse eher ein kleineres Geläut. Man wählte das «Idealmotiv» auf f1 als Grundlage für den Guss der Glocken.  
1. Glocke Schlagton: f1, 1‘000 kg, Rüetschi AG, Aarau 1964.
2. Glocke Schlagton: as1, 600 kg, Rüetschi AG, Aarau 1964.
3. Glocke Schlagton: b1, 450 kg, Rüetschi AG, Aarau 1964.
4. Glocke Schlagton: des2, unbekannt, Rüetschi, Aarau 1857.